# Contracción atómica en series de la tabla periódica
La contracción atómica en series de la tabla periódica define la disminución gradual de los tamaños atómicos de los elementos químicos en función del número atómico.Por tanto, es una propiedad periódica como consecuencia del aumento de la carga nuclear efectiva a medida que avanzamos en los periodos -aumento de Z. En principio podríamos aplicar un modelo simple para los radios atómicos mediante la ecuación: 
- {\displaystyle r=a_{\mbox{0}}n2/Zeff}, donde a0 es el radio de Bohr, 53pm,n el número cuántico principal del orbital más externo ocupado y Zeff la carga nuclear efectiva para un electrón en dicho orbital.

Este modelo ajusta bastante bien la tendencia general en la T.P. de los valores experimentales de los tamaños atómicos con los deducidos por esa fórmula, aunque existen diferencias importantes tanto puntuales como en diversas series o zonas de un periodo.Para los metales tendremos en cuenta el radio metálico
y para los no metales el radio covalente, adquiridos a partir del análisis de los correspondientes elementos mediante técnicas de difracción.
Los cambios más acusados se manifiestan en los periodos cortos, veamos algunas series de interés dentro de cada periodo:
- El primer periodo es ultracorto, sólo consta de dos elementos H y He, siendo el tamaño del primero superior al segundo.

- En el segundo periodo que es corto, 8 elementos, debemos considerar dos series: Li y Be -disminución del radio metálico; B > C > N > O > F -disminución del radio covalente.

- En el tercer periodo que es similar al anterior, 8 elementos, tenemos dos series a destacar: Na > Mg > Al -metales; Si > P > S > Cl -no metales.

- En el cuarto periodo, primer periodo largo, 18 elementos, definimos dos series: K >> Ca >> Sc >> Ti >> [V = Mn] > Cr > [Fe = Co = Ni] < Cu < Zn << Ga -metales; Ge = As > Se > Br -disminución del radio covalente; el manganeso tiene un radio metálico singular por su estructura cristalina especial, siendo mayor al Cr que le precede y del orden del que tiene el vanadio.Dentro de la primera serie, desde escandio a cobre, se produce una contracción atómica suave en relación con su principio (K >> Ca), y tramo final ( Cu << Ga), es decir, los que presentan mayor radio metálico son K, Ca y Cs,al principio, y el Ga que está al final de esta serie.Esta contracción escándida tiene gran influencia en la química de los metales de la 1ª serie del bloque d.

- En el quinto periodo se nos presenta un perfil similar al del cuarto, y podemos presentar dos series, una para metales y otra para no metales y/o elementos semimetálicos: Rb >> Sr >> Y >> Zr >> Nb > Mo >[Tc = Ru = Rh = Pd] < Ag < Cd < In > Sn -metales; Sb >> Te > I  -disminución del radio covalente.

- El sexto periodo es diferente al quinto si insertamos los 14 elementos lantánidos, pero si no los tuvieramos en cuenta tendríamos un perfil muy similar de variación de los tamaños atómicos.Evidentemente hay que considerar su participación, ya que influyen en el incremento de la carga nuclear efectiva asociada al débil apantallamiento de los orbitales f, contracción lantánida.Analicemos la única serie, ya que todos son elementos metálicos: Cs >> Ba >> La > [Ce = Pr = Nd = Pm = Sm] << Eu >> [Gd = Tb = Dy = Ho = Er = Tm] << Yb >> Lu >> Hf >> Ta > W > [Re = Os = Ir = Pt] < Au < Hg <[Tl=Pb] < Bi > Po.